# Kingdom Come (canción)
«Kingdom Come» es una canción escrita por el músico estadounidense Tom Verlaine para su álbum debut homónimo de 1979.

## Versiones en vivo
- Una versión grabada en Londres el 3 de junio de 1982 fue publicado en el álbum en vivo de 2010, Live at the Venue.[2]
- Una presentación grabada en el Big Club en Turín, Italia el 8 de abril de 1987 fue publicado en Letter from Turin.[3]

## Versión de David Bowie

### Antecedentes
David Bowie grabó la canción para su álbum de 1980, Scary Monsters (and Super Creeps), siendo el primer cover en un álbum de Bowie desde «Wild Is the Wind» de Station to Station.
Bowie vio a Verlaine interpretar en vivo muchas veces desde 1974 en adelante, y el guitarrista Carlos Alomar le sugirió grabar «Kingdom Come» durante las sesiones de Scary Monsters a inicios de 1980.
Los coros fueron producidos por Tony Visconti, Chris Porter, ingeniero de sonido del estudio Good Earth, Londres y Lynn Maitland, quién se encontraba presente durante las sesiones de overdubs.

### Lanzamiento y recepción
«Kingdom Come» es la octava canción del álbum de 1980, Scary Monsters (and Super Creeps), publicado el 12 de septiembre en el Reino Unido y el 15 de septiembre en los Estados Unidos. Peter Doggett describió el arreglo de la canción como “un cruce entre el sonido Motown y la esterilidad del album-oriented rock estadounidense”.
Un lanzamiento de edición limitada de la canción fue publicada como sencillo para el Record Store Day de 2015.

### Otros lanzamientos
- La canción aparece en el álbum recopilatorio de 1989, Sound + Vision.[13]
- Fue publicada como un sencillo de doble cara junto con la versión original de la canción, interpretada por Tom Verlaine, el 18 de abril de 2015.[14]

### Lista de canciones
Todas las canciones escritas por Tom Verlaine.
1. «Kingdom Come» (versión original) – 3:35
2. «Kingdom Come» (versión de Bowie) – 3:47

### Créditos
Créditos adaptados desde las notas del álbum.
- David Bowie – voz principal, teclado
- Robert Fripp – guitarra líder[16]
- Carlos Alomar – guitarra rítmica
- George Murray – bajo eléctrico
- Dennis Davis – batería
- Tony Visconti – coros
- Lynn Maitland – coros
- Chris Porter – coros